# Złote jabłko
Złote jabłko. Powieść – powieść współczesna Józefa Ignacego Kraszewskiego, pochodząca z wołyńskiego okresu jego twórczości, wydana w 1853. Jej nowe, poprawione wydanie ukazało się w 1873 u Gubrynowicza i Schmidta we Lwowie i u M. Glücksberga w Warszawie. W 1935 została wydana przez M. Arcta jako tom 125 „Biblioteki Wielkich Pisarzy”. Miała też kilka wydań powojennych (głównie w wydawnictwie „Czytelnik”).

## Treść
Humorystyczna opowieść o zamożnej kupieckiej rodzinie Balów, która przenosi się z Warszawy do ziemiańskiego majątku nad Horyniem. Akcję napędza splatająca się ściśle z wątkami romansowymi intryga majątkowa.
Warszawski kupiec Bal – człowiek krewki, ale o dobrym sercu, wiedzie spokojny i dostatni żywot, ciesząc się powszechnym szacunkiem. Któregoś dnia od swego partnera do gry w mariasza, z zamiłowania heraldyka, dowiaduje się, że istniała niegdyś szlachecka rodzina Balów. Przekonany, że muszą to być jego przodkowie, wpada w manię szlachetczyzny – postanawia porzucić handel i rozpocząć żywot ziemianina. Nabywa posiadłość nad Horyniem, na pograniczu Wołynia i Polesia, wieś Zakale zachwalaną przez pozbywającego się jej hrabiego jako „złote jabłko” – jak nazywano wówczas majątki przynoszące znakomite dochody. Ani trzeźwo myśląca pani Balowa, ani jego rozsądny syn Stanisław nie są tym zachwyceni i zgłaszają wiele wątpliwości, jedynie córka Liza nie występuje otwarcie przeciwko planom ojca, choć (podobnie jak zauroczony mieszkającą w Warszawie panną brat) też ma powody natury sercowej, by tęsknić za stolicą. Żona i syn nie są w stanie wyperswadować tych planów Balowi zachwyconemu perspektywą nowego życia, ale wymuszają na nim, ażeby nie odcinał się całkowicie od kupieckiej przeszłości i nie rezygnował z prowadzenia interesów w mieście. Wkrótce rodzina wyrusza na spotkanie swego „złotego jabłka”, pozostawiając nadzór nad interesami zaufanemu Janowi Strumiszowi – ubogiemu sierocie, który ciężką pracą i uczciwością zasłużył na zaufanie pryncypała. Po długiej i uciążliwej podróży przybywają do swego majątku. Okazuje się, że nazwa Zakale jest dla niego odpowiedniejsza niż miano „złote jabłko” – zabudowania są w ruinie, a sama wieś zadłużona i zaniedbana. Rozczarowanie stanem posiadłości okazuje się jednak dopiero początkiem kłopotów i zmartwień – niemal wszyscy miejscowi, od biednych chłopów po właścicieli okolicznych dóbr, są wrogo nastawieni do przybyszów z miasta, którzy będą zmuszeni borykać się z różnymi trudnościami.

## Postacie
- Erazm Bal – zamożny warszawski kupiec, człowiek uczciwy, pracowity i szanowany w całej stolicy, którego słabością jest przekonanie o rzekomo szlacheckim pochodzeniu rodu Balów.
- Ludwika Balowa – pochodząca z kupieckiej rodziny żona kupca, osoba cicha, rozsądna i mająca ogromny wpływ na męża.
- Liza – zwana zdrobniale Lizią, córka Balów, ładna, wesoła i nieco trzpiotowata ulubienica ojca.
- Stanisław – syn Balów, ulubieniec matki, stateczny, rozważny i honorowy młodzieniec. Wzruszony losem mieszkającej w sąsiedztwie z niedołężnym dziadkiem panny Konstancji, zakochuje się w niej skrycie.
- Jan Strumisz – ubogi sierota pracujący u Balów, skrycie zakochany w uroczej Lizie, która początkowo kokietuje go dla kaprysu, z braku innych kawalerów.
- Panna Konstancja – zubożała panna z arystokratycznej rodziny, pozbawiona majątku wskutek intryg krewnych, pracująca w Warszawie jako nauczycielka w zaprzyjaźnionej z Balami kupieckiej rodzinie Krombachów.
- Hrabia Sulimowski – poprzedni właściciel Zakala, który pod płaszczykiem wytworności, wyższości i arystokratycznego blichtru ukrywa nieuczciwość i brak moralnych zasad.
- Supełek – dotychczasowy rządca Zakala okradający właścicieli pod każdym względem.
- Józef Krużka – wylewny i serdeczny leśniczy; jedna z niewielu życzliwych i niosących Balom pomoc osób.
- Moszko Hercyk – stary siwobrody Żyd, uchodzący w okolicy za mędrca; kontrastujące z pychą i butą poprzednich właścicieli Zakala zachowanie Balów zjednuje im jego życzliwość.
- Porfiry Szaławiński – mężczyzna po czterdziestce, człowiek płaszczący się przed bogatszymi i puszący przed niżej sytuowanymi, który znęcony zamożnością Balów, postanawia ożenić się z Lizą; jeden ze spiskujących przeciw Balom sąsiadów.
- Teofil Zmora – kuzyn Suligowskich, zawołany karciarz i wielki strojniś, już podstarzały przywódca hulanek okolicznej młodzieży; inny ze spiskujących sąsiadów.
- Ignacy Hurkot – podsędek, pospolity próżniak o czerwonolicym obliczu, właściciel dwóch pokaźnych wiosek; kolejny ze spiskujących sąsiadów.

## Wątki autobiograficzne
Kraszewski, tworząc humorystyczną postać poczciwego kupca, którego słabostką okazuje się próżność, obdarzył go wieloma rysami własnego charakteru. Także kłopoty Balów, którzy padają ofiarą różnych intryg: najpierw wprowadzeni w błąd kupują zadłużony majątek za cenę wielokrotnie przewyższającą jego wartość, potem cierpią wskutek knowań dotychczasowego zarządcy Zakala, borykając się jednocześnie z wrogością mieszkańców okolicy – są echem przeżyć samego pisarza z wołyńskich czasów. Przedstawione w karykaturalny sposób postaci spiskujących przeciw Balom intrygantów są prawdopodobnie portretami autentycznych osób.

## W kręgu powieści biedermeierowskiej
Napisane przed powstaniem styczniowym Złote jabłko, podobnie jak niektóre inne powieści Kraszewskiego z tego okresu twórczości (Komedianci, Powieść bez tytułu), zaliczane są do grupy powieści biedermeierowskich – utworów, które różniły się zarówno od dominującego w tym okresie w literaturze krajowej schyłkowego romantyzmu, jak i od powstającej właśnie literatury organicznikowskiej, głównie powieści z tezą.